# Aphelinus ficusae
Aphelinus ficusae är en stekelart som beskrevs av Prinsloo och Neser 1994. Aphelinus ficusae ingår i släktet Aphelinus och familjen växtlussteklar. Inga underarter finns listade i Catalogue of Life.